# بنغلاديشيون في الشرق الأوسط
على الرغم من أن بنغلاديش لم تظهر إلى حيز الوجود إلا في عام 1971، إلا أن الأرض التي تسمى اليوم بنغلاديش لها روابط قوية مع الشرق الأوسط. يشكل البنغلاديشيون في الشرق الأوسط الجزء الأكبر من الشتات البنغالي في جميع أنحاء العالم. يعيش حوالي 8 ملايين في الشرق الأوسط من أصل 13 مليونًا بنغالي في الخارج.

## تاريخ
لقد ولّد إدخال الإسلام إلى الشعب البنغالي صلة بشبه الجزيرة العربية، حيث يُطلب من المسلمين زيارة الأرض مرة واحدة في حياتهم لإكمال فريضة الحج. قام العديد من السلاطين البنغاليين بتمويل المؤسسات الإسلامية في الحجاز، والتي أصبحت معروفة لدى العرب باسم المدرسة الغياثية. لم يُعرف متى بدأ البنغاليون في الاستقرار في الأراضي العربية على الرغم من أن أحد الأمثلة المبكرة هو مثال مراد البنغالي (معلم حاجي شريعة الله)، الذي كان يقيم بشكل دائم في مدينة مكة في أوائل القرن التاسع عشر (1800).

## مشاهير
- الشيخ مراد البنغالي
- نجيب علي الصودري [الإنجليزية]، مشارك في معركة شاملي [الإنجليزية]
- أحمد عبد الغفور عطار، المؤلف والصحفي الشهير
- ظهور الحق، مترجم القرآن الكريم
- ثروت الحسن، أميرة الأردن
- محمد مهتاب الرحمن، المؤسس ورئيس المجلس التنفيذي عطور الحرمين
- محمد مهر علي، عالم مسلم
- مختار عالم الشقدار، خطاط كسوة الكعبة وشيخ خطاطي مكة
- سيد نياز أحمد [الإنجليزية]، أكاديمي وكاتب وصحفي وناقد
- ربيع الحق [الإنجليزية]، حكم لعبة الكريكيت
- عامر الرحمن، ستاند أب كوميدي
- إيليتا كريم [الإنجليزية]، مغنية وصحفية وفنانة ومذيعة وفنانة صوت.